# Ana María Salomón Pérez

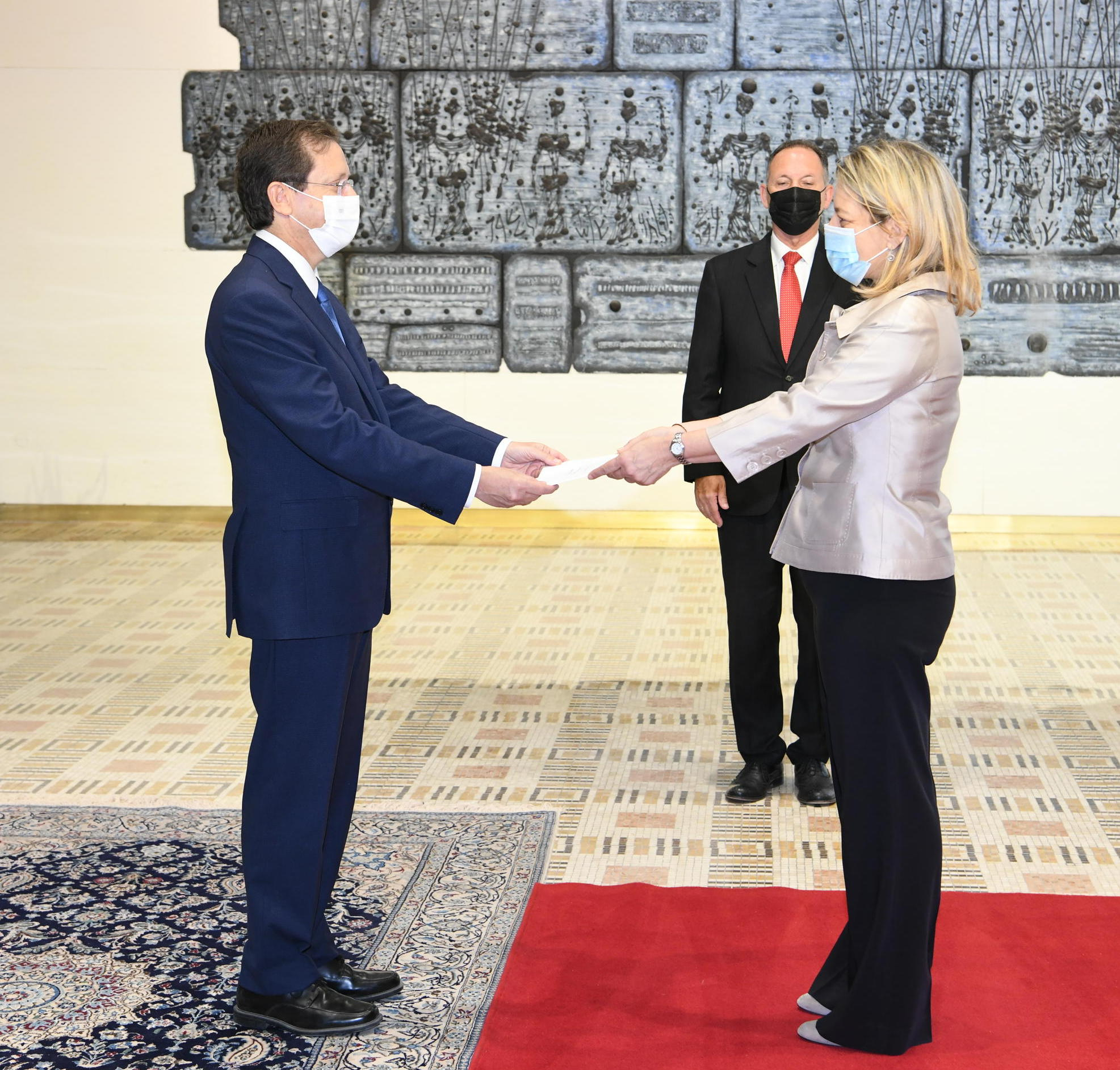
Isaac Herzog recibiendo carta credencial Ana María Salomón Pérez, Jerusalén (septiembre 2021)

Ana María Salomón Pérez (Topeka, Kansas, Estados Unidos, 12 de octubre de 1961) es una diplomática española. Embajadora de España en Israel (2021-2024).

## Biografía
Licenciada en Ciencias Políticas y Sociología, ingresó en 1988 en la carrera diplomática. Ha estado destinada en las representaciones diplomáticas españolas en Marruecos, Panamá, Representación Permanente de España ante la OTAN, Serbia, e Italia (2017-2018).
Ha sido embajadora en Misión Especial para las Relaciones con la Comunidad y Organizaciones Judías (mayo de 2005); embajadora de España en Chipre (febrero de 2011-junio de 2014)
En el Ministerio de Asuntos Exteriores ha sido vocal asesora del Gabinete Técnico del Subsecretario y directora adjunta del Gabinete del ministro (2004); Presidenta de las Comisiones de Límites con Francia y Portugal (2014-2017);  directora general para América del Norte, Europa Oriental, Asia y Pacífico (2018-2021).
Fue nombrada embajadora de España en Israel (2021).

### Visita de Pedro Sánchez a Israel y llamada a consultas a la embajadora
El Ministerio de Asuntos Exteriores de Israel convocó a la embajadora Salomón (24 de noviembre de 2023) para pedir explicaciones por las declaraciones de Pedro Sánchez realizadas en Israel, que en visita oficial y en calidad de Presidente de turno de la Unión Europea, pedía a Israel que cumpla con el Derecho Internacional. La respuesta a la Operación Inundación de Al-Aqsa, según el mandatario español, no puede implicar la muerte de miles de niños por parte de las Fuerzas Armadas de Israel. Además de solicitar que la Autoridad Nacional Palestina se haga cargo de Gaza, señaló que la mejor solución al conflicto palestino-israelí pasa por la coexistencia de dos Estados, Israel y Palestina. Por su parte, el primer ministro israelí, Benjamín Netanyahu preguntaba a Sánchez "¿qué se supone que tiene que hacer una democracia comprometida con el ser humano y las leyes de la guerra, conceder una excepción a esos criminales?". Las declaraciones de Sánchez y del primer ministro belga, Alexander De Croo han sido interpretadas por el propio Ministro de Relaciones Exteriores de Israel, Eli Cohen, como una afrenta a la seguridad interna del Estado de Israel: "Israel está actuando conforme al Derecho Internacional y luchando contra una organización terrorista peor que el Estado Islámico que comete crímenes de guerra y crímenes contra la humanidad". En ese momento, según la Oficina Central Palestina de Estadísticas (PCBS), desde el 7 de octubre al 22 de noviembre de 2023, más de 14.128 personas habían sido asesinadas en la franja de Gaza. Según esa información, el 74 por ciento de los asesinados eran niños y mujeres. La UNRWA, por su parte, informaba que hasta el 21 de noviembre, 108 trabajadores y trabajadoras de la UNRWA habían sido asesinados por Israel; casi 1,7 millones de personas, que representan casi el 80% de la población de Gaza, habían sido desplazadas en toda la franja de Gaza; 1.037.000 personas desplazadas se refugiaban en 156 instalaciones de UNRWA. La UNRWA pudo verificar que se habían producido 89 incidentes en 69 de sus instalaciones que se encuentran perfectamente localizadas y conocidas por el ejército israelí. Durante, este periodo, en Cisjordania, incluyendo Jerusalén, hasta el 21 de noviembre, habían sido asesinados por las fuerzas israelíes 201 palestinos, entre ellos 52 niños 